# Stephan Fritzsche (Fußballspieler)
Stephan Fritzsche (* 4. Oktober 1954) ist ein ehemaliger deutscher Fußballspieler. Für die BSG Chemie Leipzig und den 1. FC Lokomotive Leipzig war er in den 1970er- und 1980er-Jahren in der DDR-Oberliga, der höchsten Spielklasse im DDR-Fußball, als Abwehrspieler aktiv.

## Sportliche Laufbahn
Nachdem er bis zu diesem Zeitpunkt für den 1. FC Lok Leipzig in der Juniorenmannschaft gespielt hatte, begann für Stephan Fritzsche 1973 eine dreijährige Laufbahn als Armeefußballer. Diese führte ihn zunächst zur Armeesportgemeinschaft (ASG) Vorwärts Cottbus. Dort bestritt er in der Saison 1973/74 elf Punktspiele in der zweitklassigen DDR-Liga. Am Ende der Saison stieg die Mannschaft ab und wurde danach nach Kamenz umgesetzt. Dort trat sie als ASG Vorwärts Kamenz in der drittklassigen Bezirksliga Dresden an. Im Mai 1976 wurde Fritzsche aus der Nationalen Volksarmee entlassen und er schloss sich dem Oberligaabsteiger BSG Chemie Leipzig an. Dort spielte er bis 1979 drei Spielzeiten lang in der DDR-Liga, wobei er insgesamt nur bei vier Punktspielen fehlte. Die Leipziger erreichten jedes Mal die Aufstiegsrunde zur Oberliga, in denen Fritzsche nur vier der insgesamt 24 Qualifikationsspiele verpasste. Erst im dritten Anlauf schaffte Chemie die Rückkehr in die Oberliga. Auch in seiner ersten Oberligasaison behielt Fritzsche 1979/80 seinen Stammplatz und bestritt als Abwehrspieler 25 der 26 ausgetragenen Oberligaspiele. Die Leipziger mussten bereits nach einem Jahr wieder in die DDR-Liga absteigen, wo sie auch die nächsten drei Spielzeiten verblieben. Fritzsche blieb noch eine Saison bei der BSG Chemie, für die er 1980/81 alle 22 Ligaspiele absolvierte.
Anschließend wechselte Fritzsche zum Lokalrivalen und Oberligisten 1. FC Lokomotive Leipzig. Er blieb dort aber nur für eine Spielzeit, in der er 1981/82 nur in der Hinrunde bei sieben Punktspielen als Verteidiger eingesetzt wurde. Dazu wurde er in drei Spielen um den Europapokal der Pokalsieger aufgeboten: 1. FC Lok – Politehnica Timișoara (Qualif. 5:0), 1. FC Lok – Swansea City (1. Rd. 2:1), Velež Mostar – 1. FC Lok (2. Rd. 0:3 i. E.).
Zur Saison 1982/83 kehrte Stephan Fritzsche zu BSG Chemie Leipzig zurück, die immer noch in der DDR-Liga spielte. Unter Mitwirkung von Fritzsche schafften die Chemiker in dieser Spielzeit aber die Rückkehr in die Oberliga, woran Fritzsche mit 14 Ligaspielen und allen acht Aufstiegsspielen beteiligt war. Es folgten zwei weitere Oberligaspielzeiten, in denen Fritzsche zum Stammpersonal gehörte und als Verteidiger 44 der 52 Punktspiele bestritt. Nachdem Chemie Leipzig 1985 wieder aus der Oberliga abgestiegen war, spielte Fritzsche 1985/86 seine letzte Saison im DDR-weiten Fußball. Nach einer Ligenreform wurden in der DDR-Liga nun 34 Saisonspiele ausgetragen, von denen der 32-jährige Fritzsche 23 Partien bestritt.
Nach seinem Abschied aus dem höherklassigen DDR-Fußball stand für ihn eine Bilanz von 76 Oberligaspielen (zwei Tore) – zwei davon in der Entscheidung um den Abstieg 1984 –, 132 Ligaspielen (sechs Tore), 28 Oberligaaufstiegsspielen (ein Tor) sowie drei Europapokaleinsätzen (ohne Treffer) zu Buche.